# Ensay (Écosse)
Pour les articles homonymes, voir Ensay.
Ensay, en gaélique écossais Easaigh, est une île du Royaume-Uni située en Écosse.

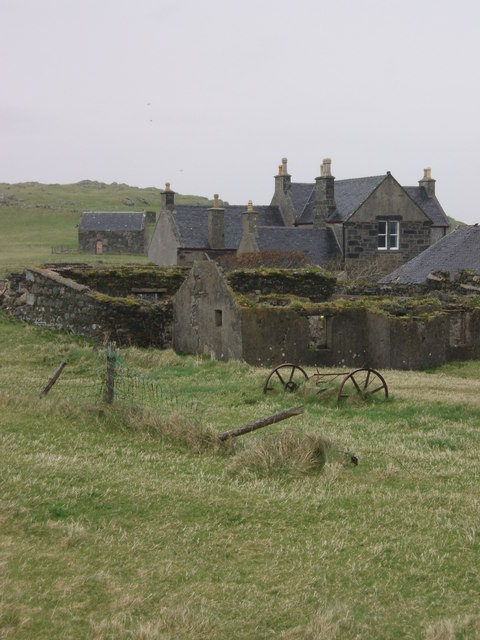
Vue de Ensay House dans le nord de l'île.